# Metro de Temuco
El Metro de Temuco es una propuesta pensada para la ciudad de Temuco, capital de la Región de la Araucanía en Chile. El proyecto surgió en 2010 por parte del Comité de Presidentes de la Cámara Chilena de la Construcción, el cual plantea la realización de dos líneas de metro que conecten la periferia con el centro de Temuco, como una estrategia de desarrollo de crecimiento.

## Propuesta
El proyecto original consiste en la construcción de 2 líneas subterráneas, contando con 17 estaciones. De concretarse permitiría unir la comuna de Padre Las Casas y los barrios Cajón, Labranza y Pedro de Valdivia con el centro de Temuco.